# Krokodilleolie
Krokodilleolie er et produkt, der udvindes af krokodillers fedtvæv. Produktet har været benyttet i skønhedspleje og til medicinsk behandling i mange år og på tværs af forskellige kulturer, herunder i Det gamle Egypten. Krokodilleolie har en rødlig farve og er mere tyndtflydende end alligatorolie, der også benyttes til produkter inden for selvbruning.